# Ибаньес-Фернандес, Арнальдо Францискович
Арна́льдо Франци́скович Иба́ньес-Ферна́ндес (1927—2005) — советский режиссёр документального кино испанского происхождения. Заслуженный деятель искусств Украинской ССР (1987).

## Биография
Родился 29 января 1927 года в столице Кантабрии — городе Сантандер. В годы гражданской войны был перевезён в СССР, где проживал с 1937 года.
В 1952 году окончил киноведческий факультет ВГИКа. С того же года работал на Украинской студии хронико-документальных фильмов (укр. Українська студія хронікально-документальних фільмів). Член КПСС с 1957 года.
Снял фильмы «Мы спортсмены-парашютисты» (приз «Золотое крыло» МКФ авиационных фильмов, Виши, 1964), «Люди над облаками» (15 призов на многих международных фестивалях авиационных, документальных, туристских фильмов), «Иду к тебе, Испания» (первый приз ІV Всесоюзного кинофестиваля, Минск, 1970), «Салют, камарад Иван», «Красная ягода чёрного кофе», «Большой хлеб» (диплом VІІ Всесоюзного кинофестиваля, Баку, 1974) и многие другие.
Сотрудничал с киножурналами «Радянська Україна», «Молодь Украины», «Піонерія», «Радянський спорт».
Умер 16 мая 2005 года. Похоронен в Киеве на Совском кладбище.
В 1993 году режиссёром Сырых (укр. Сирих Анатолій Дмитрович) о Фернандесе был снят документальный фильм «Кислое вино».

## Награды и премии
- заслуженный деятель искусств Украинской ССР (1987)
- Государственная премия УССР имени Т. Г. Шевченко (1985) — за фильм «Тревожное небо Испании»
- орден Октябрьской революции
- медали